# Niżnia Durna Szczerba
Niżnia Durna Szczerba (słow. Nižná Pyšná štrbina) – wybitna przełęcz w Durnej Grani w słowackiej części Tatr Wysokich. Oddziela Durne Rogi na północy od Durnej Kopy na południu.
Przełęcz jest wyłączona z ruchu turystycznego. Zachodnie stoki Niżniej Durnej Szczerby opadają do Spiskiego Kotła, natomiast wschodnie do Klimkowego Żlebu – dwóch odgałęzień Doliny Małej Zimnej Wody i jej górnego piętra, Doliny Pięciu Stawów Spiskich. W stronę Spiskiego Kotła spada z przełęczy długa stroma rynna z jasnymi skałami.

## Przypisy

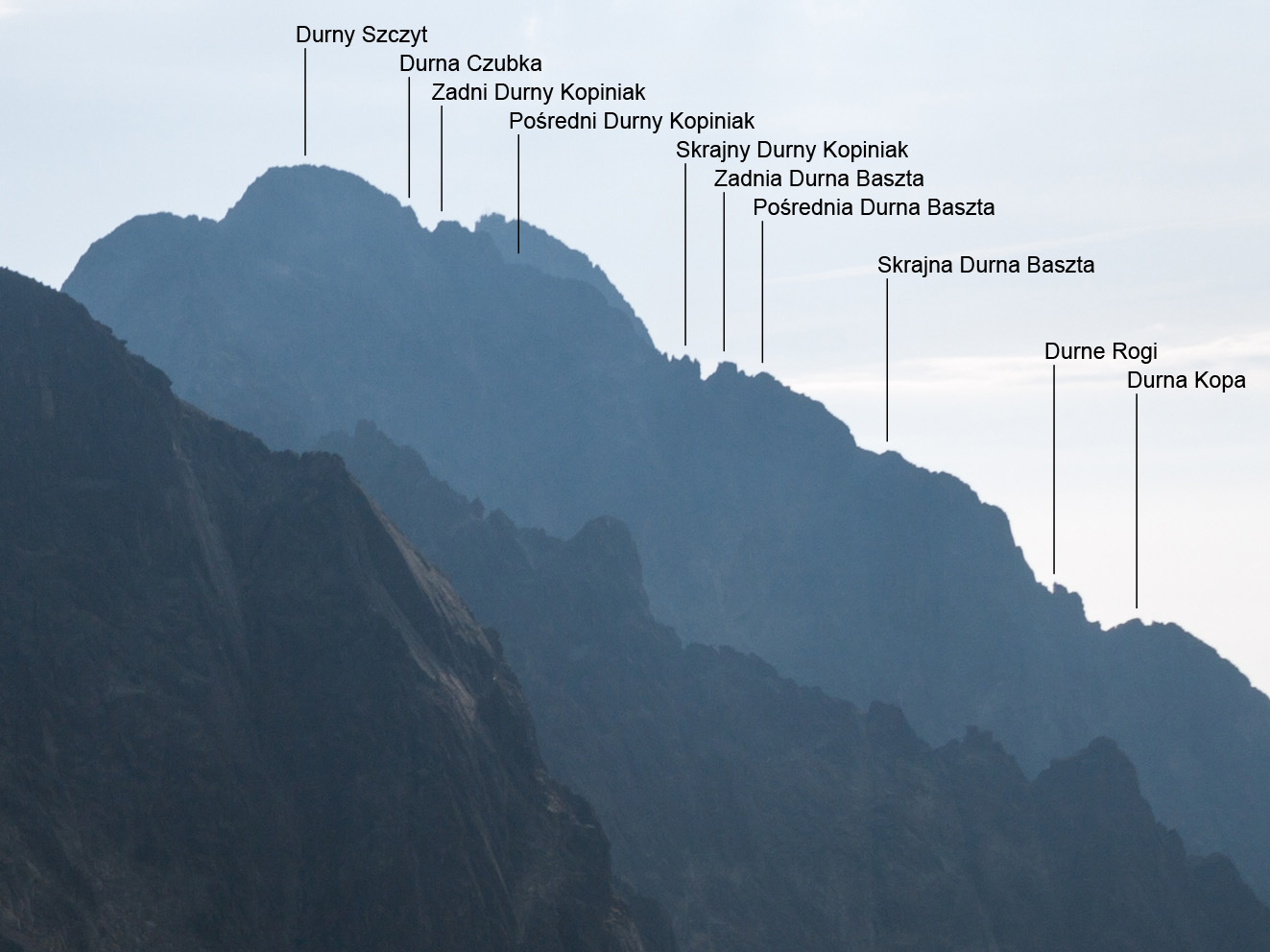
Widok na Durną Grań ze Śnieżnego Zwornika